# Nikolai Antonov
Nikolai Antonov (Bulgaria, 17 de agosto de 1968) es un atleta búlgaro retirado especializado en la prueba de 200 m, en la que consiguió ser campeón mundial en pista cubierta en 1991.

## Carrera deportiva
En el Campeonato Mundial de Atletismo en Pista Cubierta de 1991 ganó la medalla de oro en los 200 metros, llegando a meta en un tiempo de 20.67 segundos, por delante de los británicos Linford Christie y Ade Mafe.